# Ed Bickert

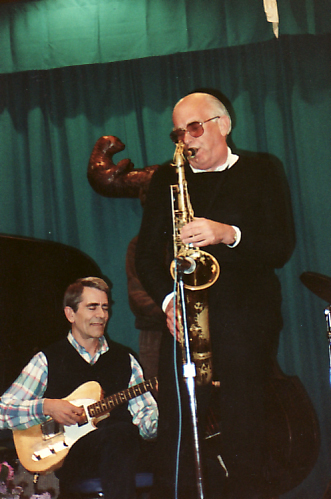
Ed Bickert mit Fraser MacPherson (Otter Crest, Oregon; 1989)

Edward Isaac „Ed“ Bickert CM (* 29. November 1932 in Hochfeld (Manitoba); † 28. Februar 2019) war ein kanadischer Jazzgitarrist. „Unter Gitarristen sind seine melodischen Ideen, Reharmonisierungen und Cross-Rhythmen legendär.“

## Leben und Wirken
Kurz nach seiner Geburt zog die Familie nach Vernon, British Columbia. Obwohl seine Eltern hauptsächlich als Farmer und Obstgärtner tätig waren, spielte seine Mutter Klavier und sein Vater Geige. Als Kind lernte Bickert die ersten Gitarren-Akkorde von seinem älteren Bruder. In den 1940er Jahren spielte er mit seinen Eltern an den Wochenenden bei Country-Tanzveranstaltungen. Nach der Highschool und einigen kleineren Jobs zog er 1952 nach Toronto, wo er sich schon nach wenigen Jahren, in denen er arbeitete und Gitarrenstunden nahm, als Gitarrist für die besten Jazz-Bands in Toronto etablieren konnte.
In den sechziger Jahren war er einer der ersten Studiomusiker in Ontario.
Angesehen durch seine lange Mitarbeit bei den Aufnahmen von Moe Koffman und Phil Nimmons wurde Bickert eines der Gründungsmitglieder von Rob McConnells Band „Boss Brass“. Bickert heiratete, aber weil nur selten amerikanische Musiker nach Toronto kamen, blieb er zu Hause und zog seine Kinder auf.
Der Freundschaft mit dem berühmten Jim Hall verdankte er eine Empfehlung an den alten Bekannten von Hall, den Saxophonisten Paul Desmond, der in den 1970er-Jahren auf der Suche nach einer Band war. Desmond verband schnell ein freundschaftliches Verhältnis mit Bickert und dem Bassisten Don Thompson, der einen Teil ihrer Auftritte in Toronto aufnahm. Desmonds Begeisterung für die Soli seines Gitarristen brachte ihn dazu, mit Bickert in Rudy Van Gelders Studio mit den bekannten Musikern Connie Kay und Ron Carter das Album Pure Desmond aufzunehmen.
Bickert nahm in den 1980er- und 1990er-Jahren einige Alben mit Rosemary Clooney und anderen bekannten Musikern wie Buddy Tate, Humphrey Lyttelton, Lorne Lofsky, Benny Carter und Ken Peplowski auf. In der Mitte der 1990er-Jahre verursachte ein Sturz schwere Verletzungen an beiden Armen. Bickert erholte sich jedoch wieder und spielte weiter bis zum Anfang des 21. Jahrhunderts. Im Jahr 2000 jedoch ließ er die Gitarre stehen und rührte sie bis zu seinem Tod nicht wieder an.
Durch die Verwendung einer Fender Telecaster erreichte er einen warmen, vollen Ton, der ihn von anderen Musikern abhebt.

## Auszeichnungen
Bickert und Don Thompson bekamen 1980 einen Juno Award für ihr Album Sackville 4005. Bickert wurde mit dem Gitarristen Lorne Lofsky für das Duo-Album This Is New ausgezeichnet. Im Jahr 1996 wurde er als Member in den Order of Canada aufgenommen.

## Auswahldiskographie
- I Wished on the Moon (Concord, 1985)
- Third Floor Richard (Concord, 1989)
- This Is New (Concord, 1989)